# Gare de Takeda (Hyōgo)
Pour les articles homonymes, voir Gare de Takeda.
La gare de Takeda (竹田駅, Takeda-eki) est une gare ferroviaire localisée dans la ville d'Asago, dans la préfecture de Hyōgo au Japon. La gare est exploitée par la compagnie JR West, sur la ligne Bantan.

## Service des voyageurs

### Desserte
La gare de Takeda est une gare disposant de deux quais et de deux voies.
| N° de voie | Ligne    | Direction      |
| ---------- | -------- | -------------- |
| 1          | ▆ Bantan | Teramae/Himeji |
| 2          | ▆ Bantan | Wadayama       |

| JR West          |                 |                    |                 |                    |
| Direction Himeji | Ligne de Bantan | Ligne de Bantan    | Ligne de Bantan | Direction Wadayama |
| Aokura           |                 | Rapid Service 快速 |                 | Wadayama           |
| Aokura           |                 | Local 普通         |                 | Wadayama           |